# Restaurant Vincenz Richter

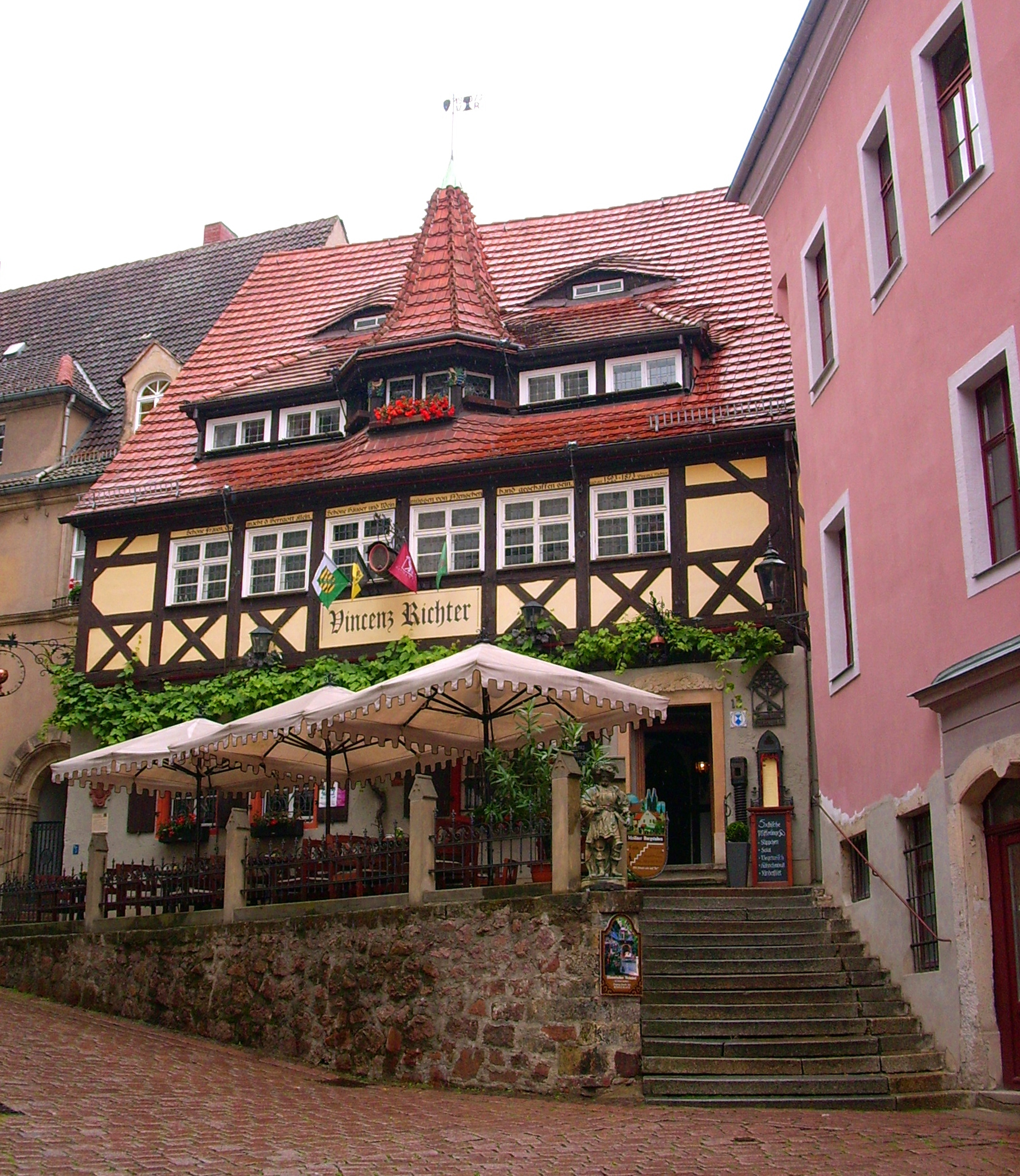
Restaurant Vincenz Richter 2012

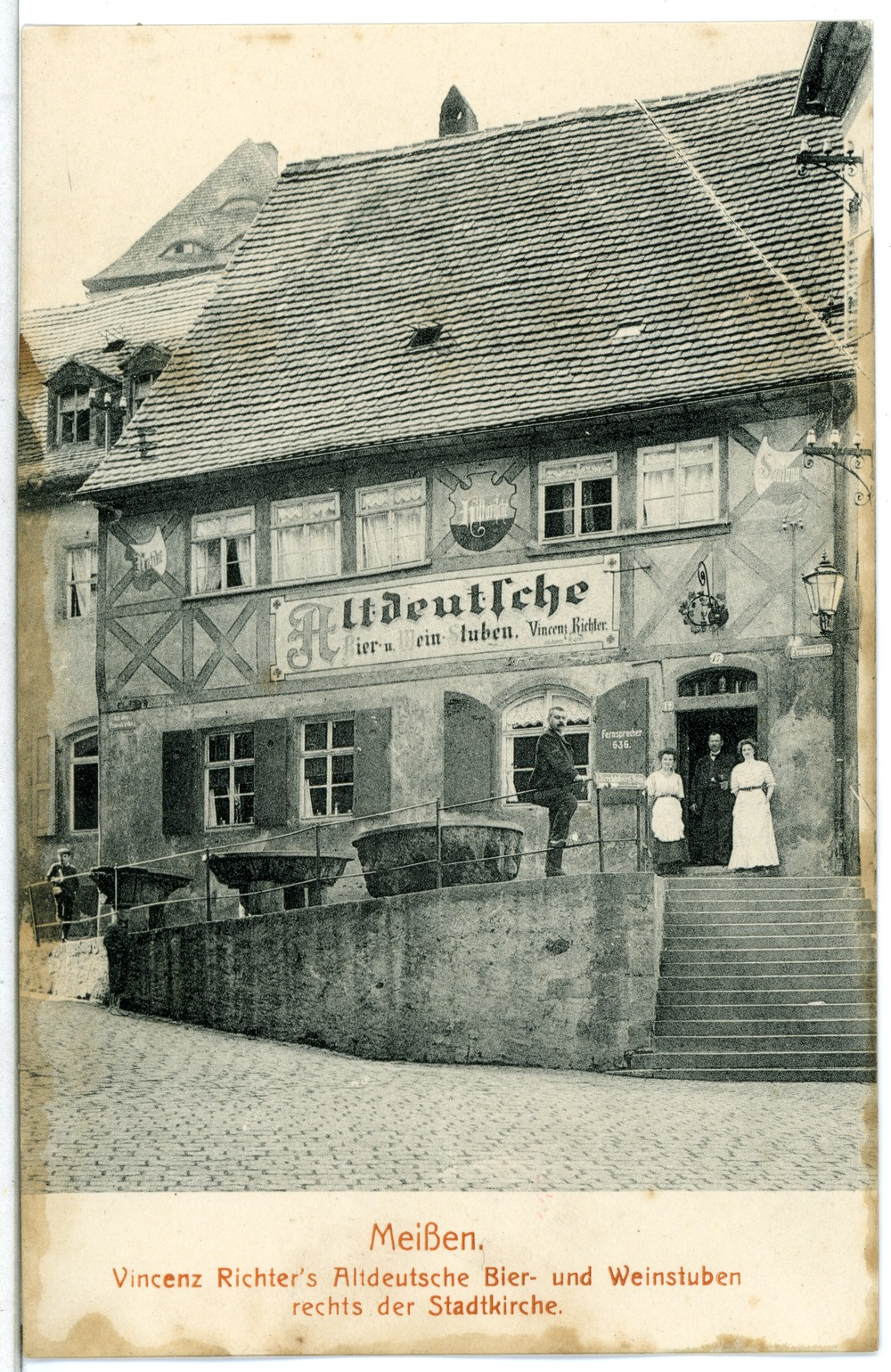
Das Restaurant 1910

Das Restaurant Vincenz Richter ist eine Gaststätte in Meißen. Es befindet sich in einem mit 1523 datierten, unter Denkmalschutz stehenden Haus, als Teil der Platzrandbebauung direkt gegenüber der Nordfassade der Frauenkirche. Diese war nach einem zerstörerischen Stadtbrand von 1450 bis 1520 als repräsentativer Bau der Spätgotik neu errichtet worden.

## Gebäude
Das Gebäude unter der Adresse An der Frauenkirche 12 ist eines der wenigen Fachwerkhäuser in der Meißner Altstadt. Es wurde 1523 im Stil der Renaissance durch Meister Valentin als Zunfthaus der Tuchmacher erbaut. Als solches diente es über drei Jahrhunderte. 1838 erwarb es der Herbergsvater und Küster der Frauenkirche. Als Schenke bekam es das Branntwein- und Braurecht.
Das Türmchen an der Vorderseite stammt aus dem Jahr 1921, das Seitengebäude wurde zwischen 1924 und 1926 errichtet, das Hintergebäude ist mit 1925 bezeichnet. Das Hofgebäude wurde 1970 von einem anderen Ort transloziert.

## Restaurant

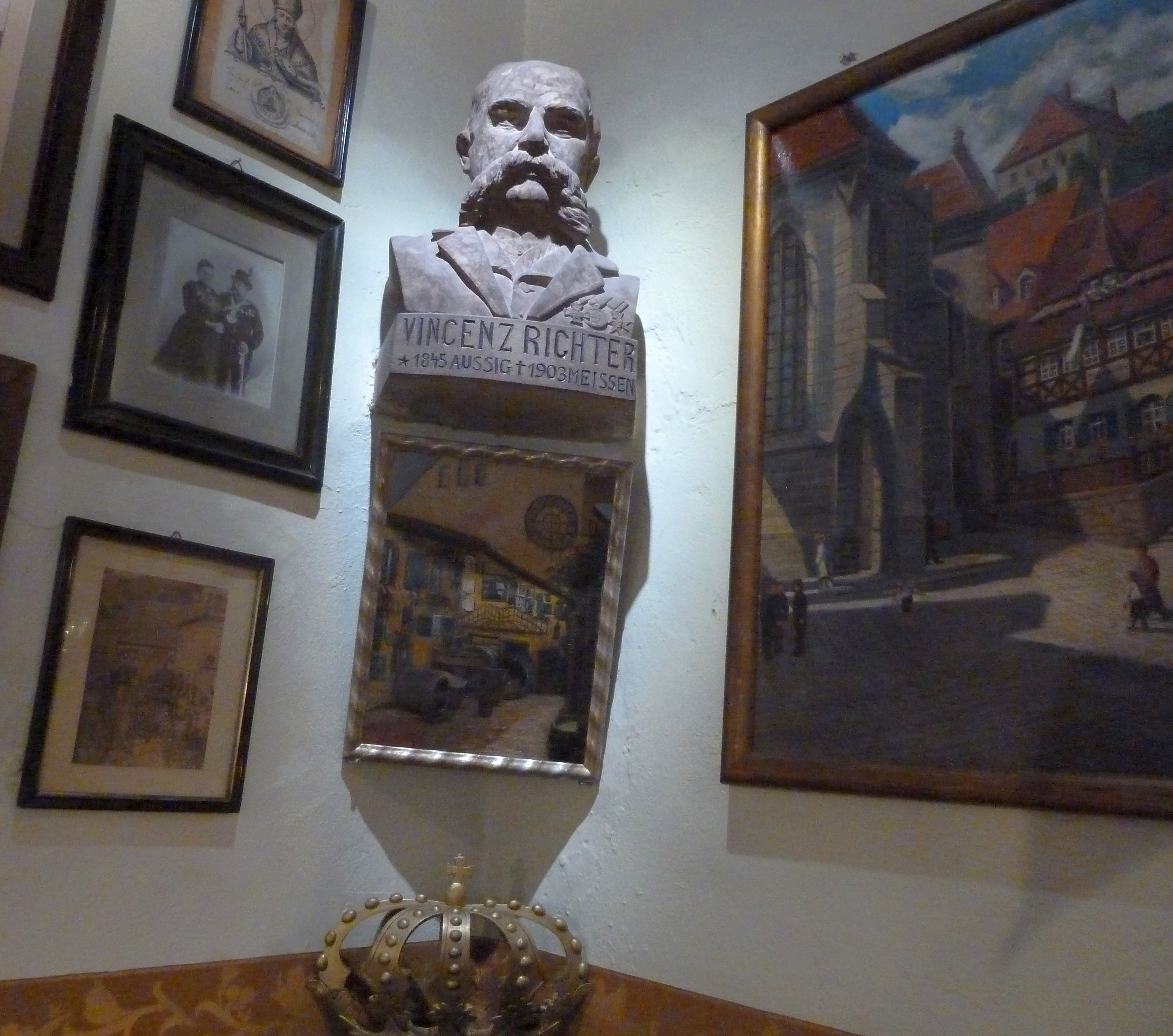
Büste Vincenz Anton Richters I.

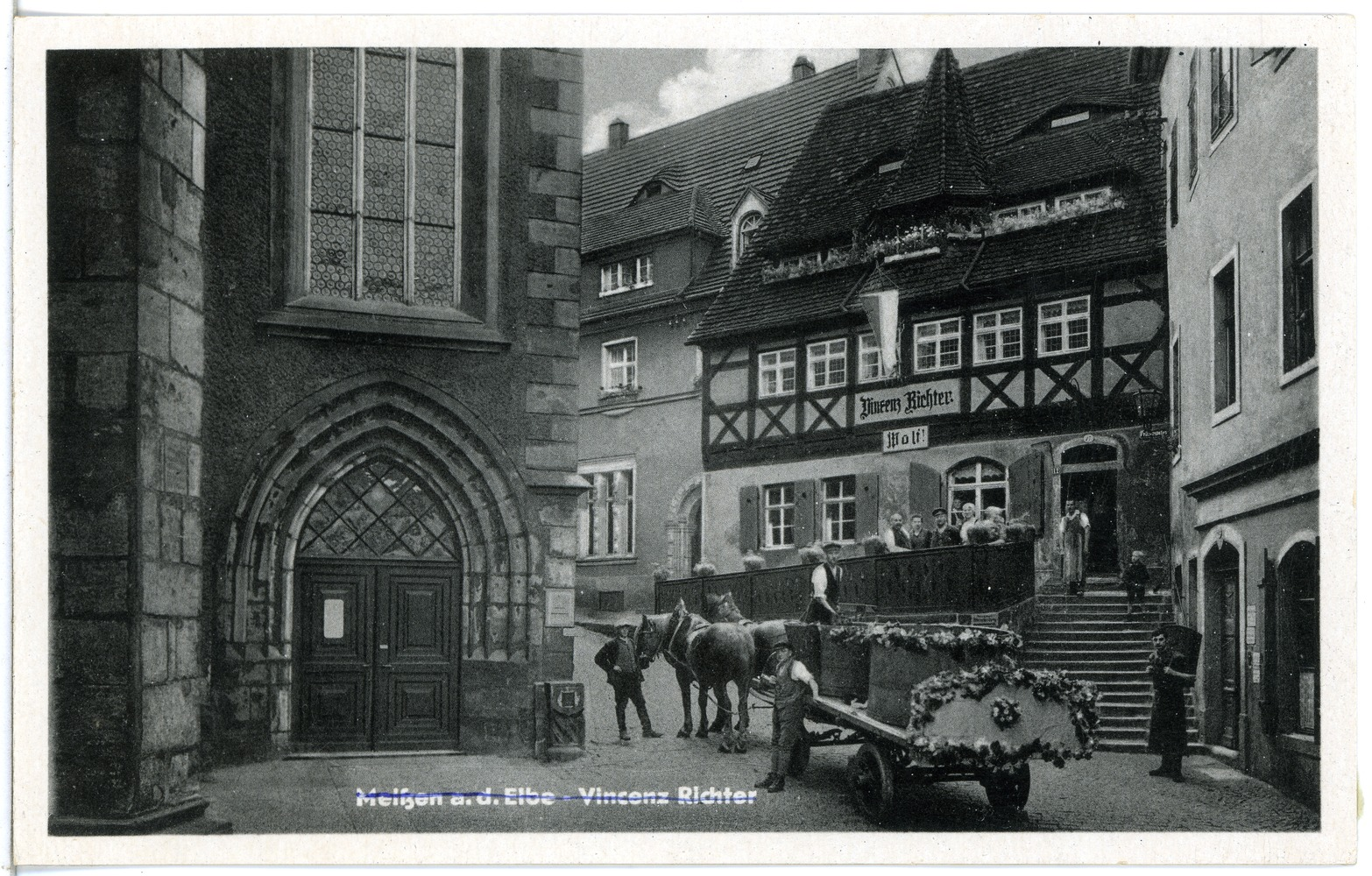
Das Restaurant 1929 mit Dachturm. Links die Frauenkirche

Der Meißner Vincenz Anton Richter (* 14. Juni 1845 in Aussig; † 4. Oktober 1903 in Meißen) war Gastwirt, Fleischer und Oberst der kaiserlichen Armee. Seine Eltern betrieben das Gasthaus „Zur Krone“. Sein Bruder Emanuel kaufte 1873 das Haus an der Frauenkirche und verpachtete es an Vincenz Anton. Dieser übernahm das Braurecht des Tuchmacherzunfthauses, wie auch zahlreiche Humpen und Krüge verschiedener Zünfte. Vincenz Anton Richter war Mitbegründer des 1. Deutschen Hotel- und Gastwirtbundes.
Sein gleichnamiger Sohn Vincenz Anton Richter (* 4. Januar 1878) war von Beruf Gastwirt und Böttchermeister. Er übernahm die Gaststätte 1903 und bekam die Erlaubnis zum Ausschank von Wein und Bier. Außerdem ließ er eine Weinpresse und einen Weinkeller erbauen. Bei den Erweiterungen kamen Kulturgegenstände aus frühdeutscher Zeit zum Vorschein.

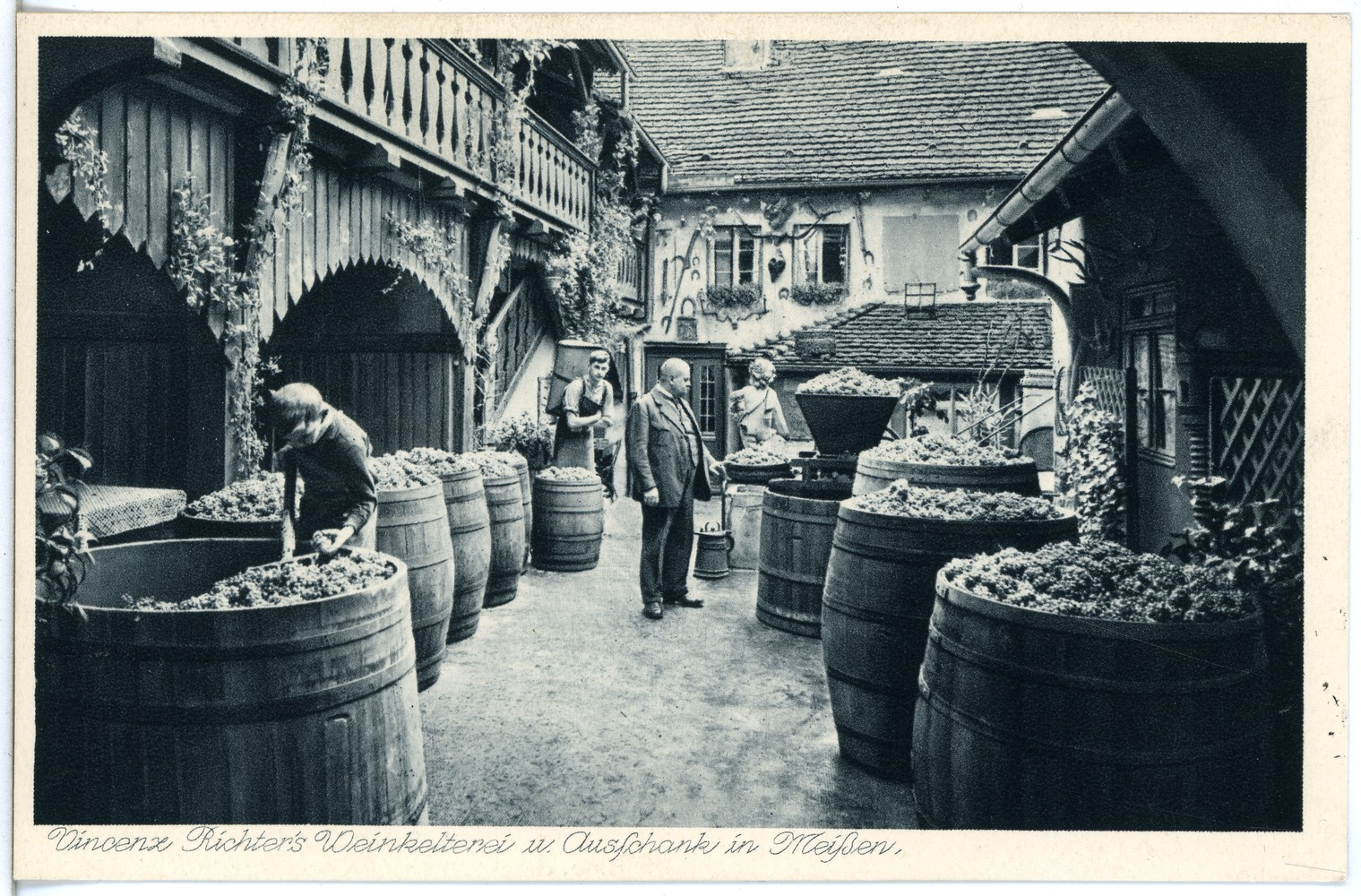
Kelterei im Hof des Restaurants 1930

Vincenz Richter III. († 1985) betrieb Weinbau mit eigenen Weinbergen. Er erweiterte 1928 denkmalgerecht das Restaurant um einen den historischen Weinhof anlässlich der 1000-Jahr-Feier Meißens. Der Hof gilt als ältester erhaltener Weinhof Sachsens. Dort und im Keller des Restaurants wurden die Trauben der eigenen Weinberge zu Wein verarbeitet. Ab dem 25. Januar 1943 führten Vincenz Richter III. und seine Frau Ilse das Gastgewerbe in den schwierigen Folgejahren fort. Sie kämpften erfolgreich gegen die sozialistische Enteignung und erwarben 1954 den Weinberg „Löwenstein“. Richters erhielten am 4. Juni 1945 vom Oberbürgermeister der Stadt Meißen den Bescheid, dass alle historischen Waffen in der Weinstube verbleiben durften, obwohl mit Kriegsende alle Bürger die Waffen abgegeben mussten. Bedingung aber war, dass die Läufe aller Waffen zugeschweißt oder angebohrt wurden.
Helga, die Tochter von Ilse und Vincenz Anton Richter und ihr Mann Gottfried Herrlich führten in vierter Generation 1988, noch vor der Wende, eine komplexe Rekonstruktion des Hauses durch. Sie etablierten 1990 eine zeitgemäße Restaurantkultur unter dem Motto „Sehen, Erleben, Genießen“. 1992 wurde das Restaurant erstes Mitglied in den neuen Bundesländern bei der internationalen Vereinigung von „Romantik Hotels & Restaurants“. 1990 wurde das heutige Weingut Vincenz Richter gegründet.
Ende April 2024 haben Helga und Gottfried Herrlich das Restaurant als Altersgründen schließen müssen. Es wird ein neuer Betreiber gesucht. Zum Erhalt der Raritäten und Antiquitäten besteht der Gedanke, eine Stiftung zu gründen.
Im Restaurant wurde unter anderem für die Serien Siebzehn Augenblicke des Frühlings und Pfarrer Braun gedreht.
Die Reihe Brockhaus-Souvenir mit Landschafts- und Bildbänden wurde im Juni 1985 erstmals im Restaurant Vincenz Richter präsentiert.

## Sammlung

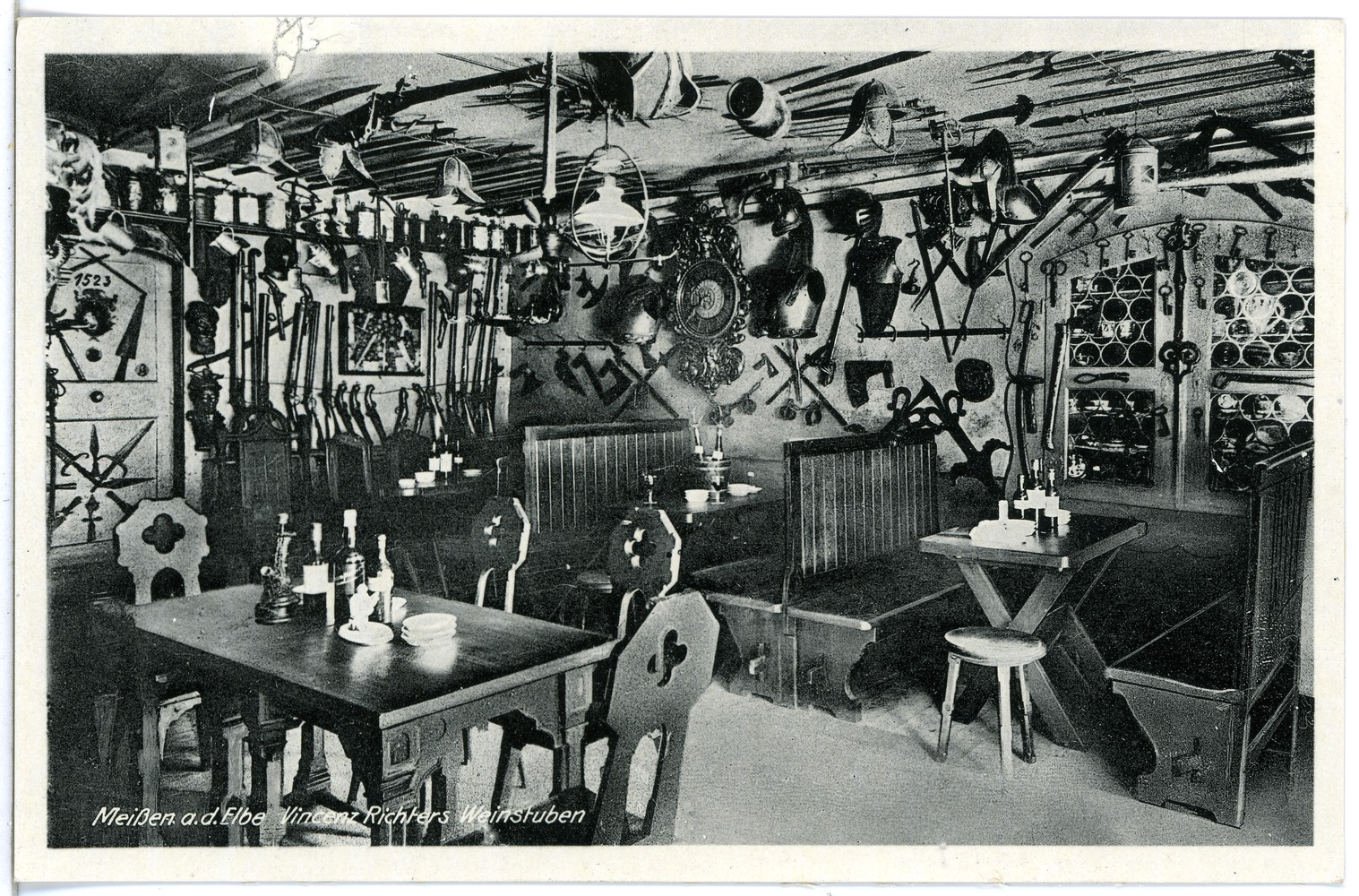
Sammlungsgegenstände 1935

Den großen Teil der umfangreichen Sammlung trug bereits Vincenz Anton Richter I. zusammen. Dazu gehören unter anderem Beile aus dem Bauernkrieg, Rüstungen und Hellebarden aus dem Revolutionsjahr 1848, Helme der Meißner Stadtwache, Gewehre und vieles mehr. Darüber hinaus befinden sich in der Sammlung Folterwerkzeuge, die das Meißner Gericht zum Einschmelzen geben wollte, als sich die Rechtslage geändert hatte. So enthält der Restaurantkeller eine der größten Sammlungen von Hand-, Fuß- und anderen Schellen Mitteleuropas. Auch das Beil von Friedrich August Kentsch zählt zu der Sammlung. Dieser stellte am 17. Juli 1841 die Freiwillige Feuerwehr Meißen auf, die erste deutsche Freiwillige Feuerwehr nach heutigem Verständnis. Auch Kuriositäten wie ein fußballgroßer Meteorit und eine Ofenplatte aus dem 16. Jahrhundert gehören zum Bestand des Museums.
2014 wurde die Waffensammlung restauriert. Die Ausstellungsgegenstände sind derzeit noch nicht inventarisiert.

## Galerie

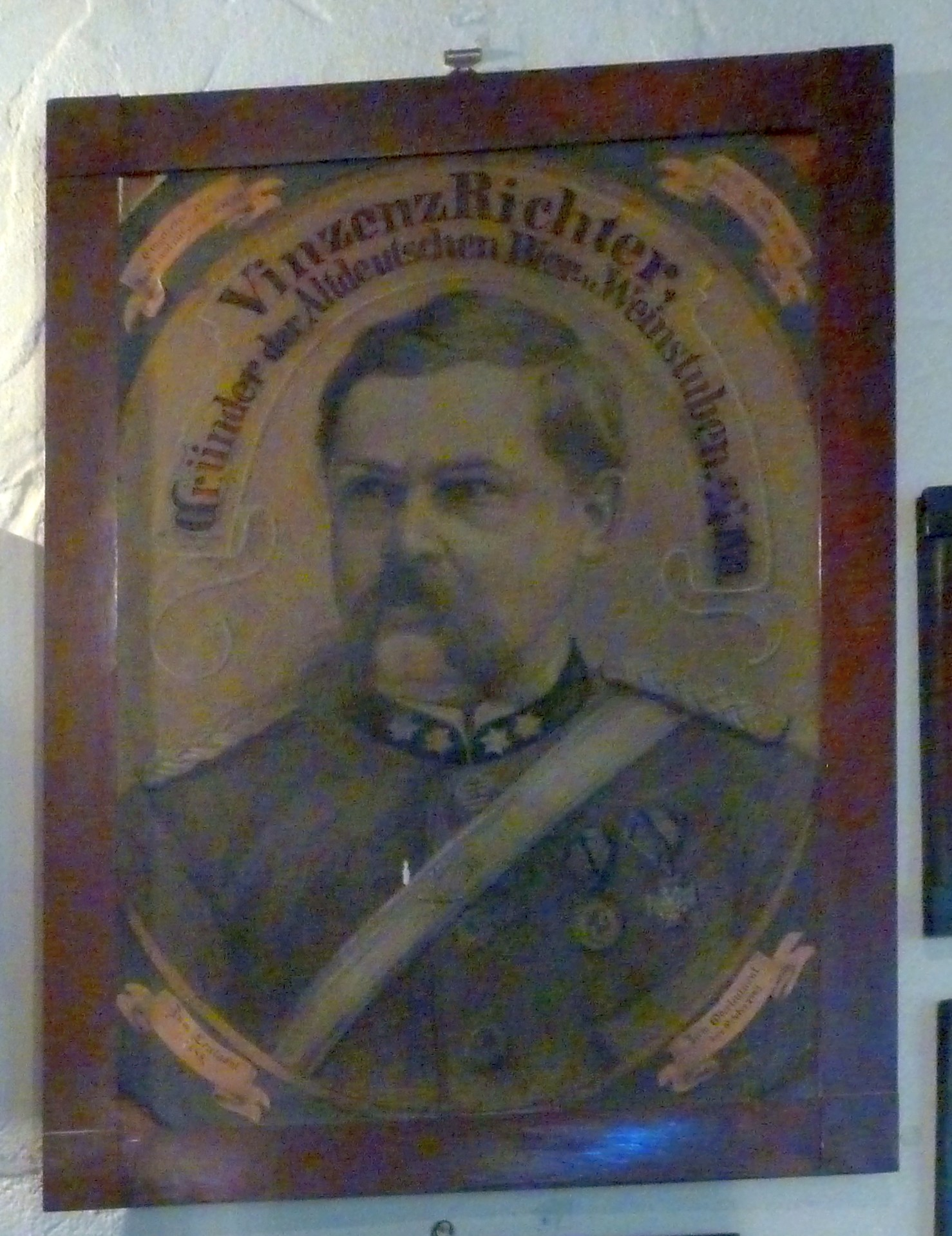
Vincenz Anton Richter I.
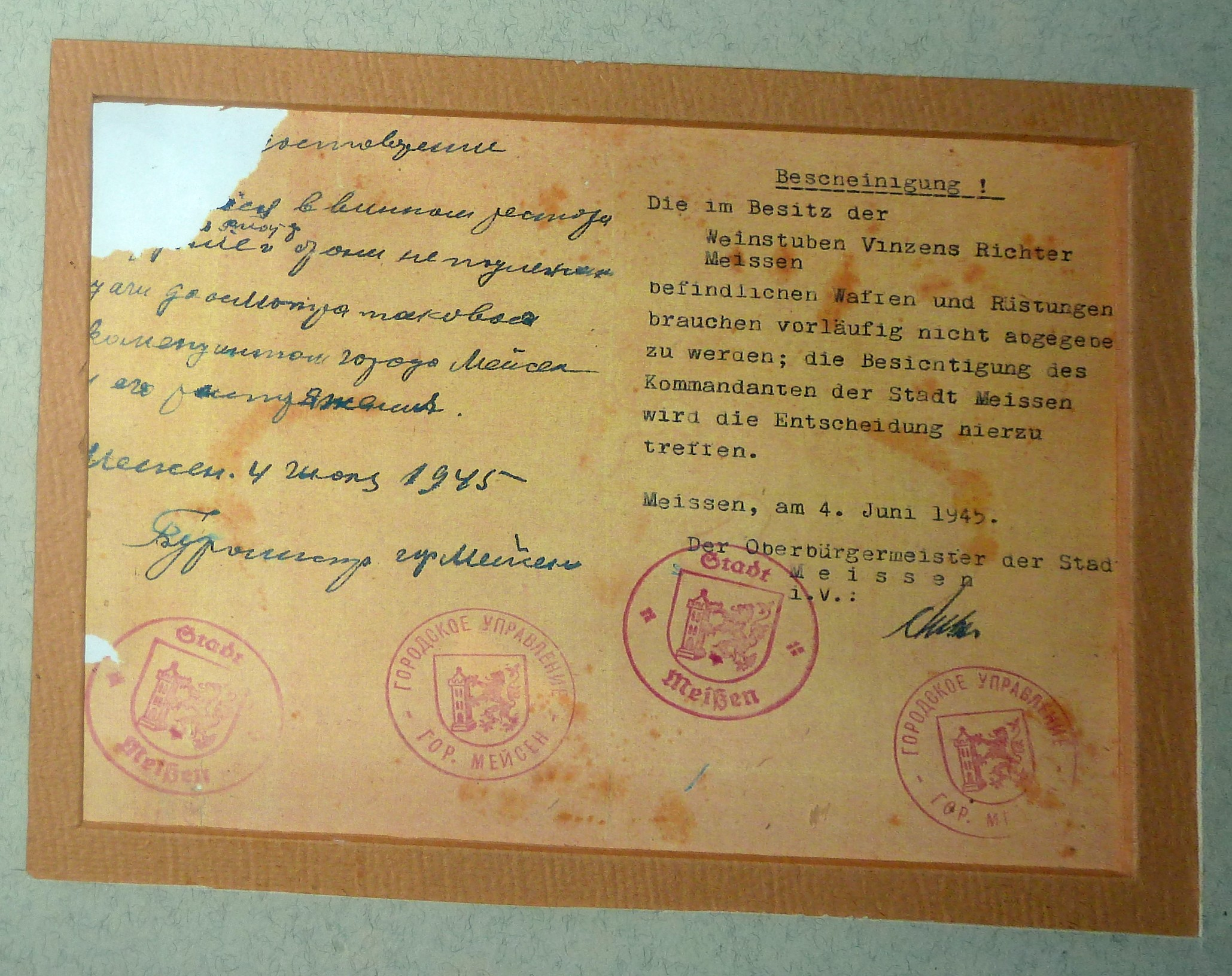
Bescheid von 1945, dass die Waffen vorläufig nicht abzugeben sind
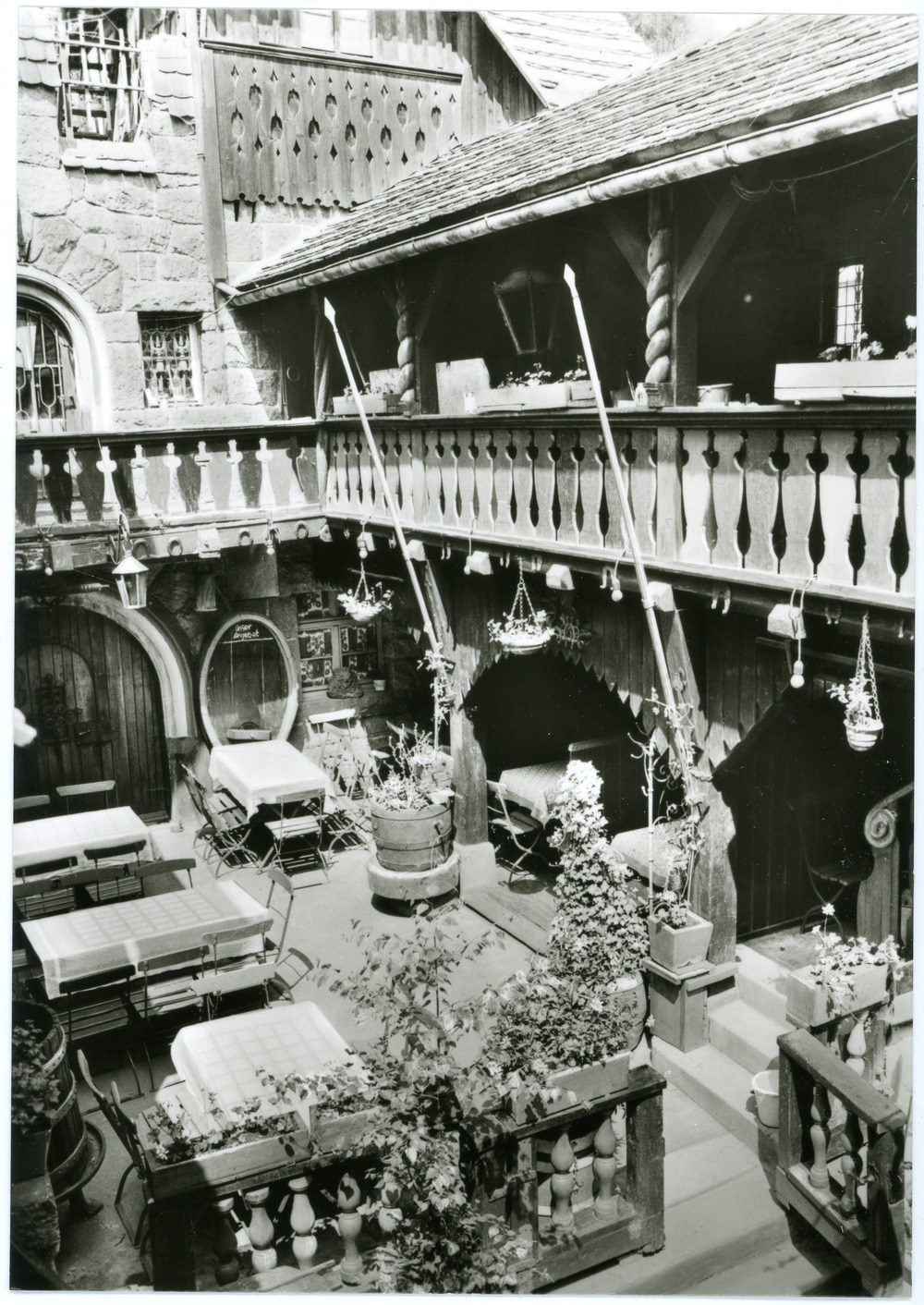
Weinhof 1984
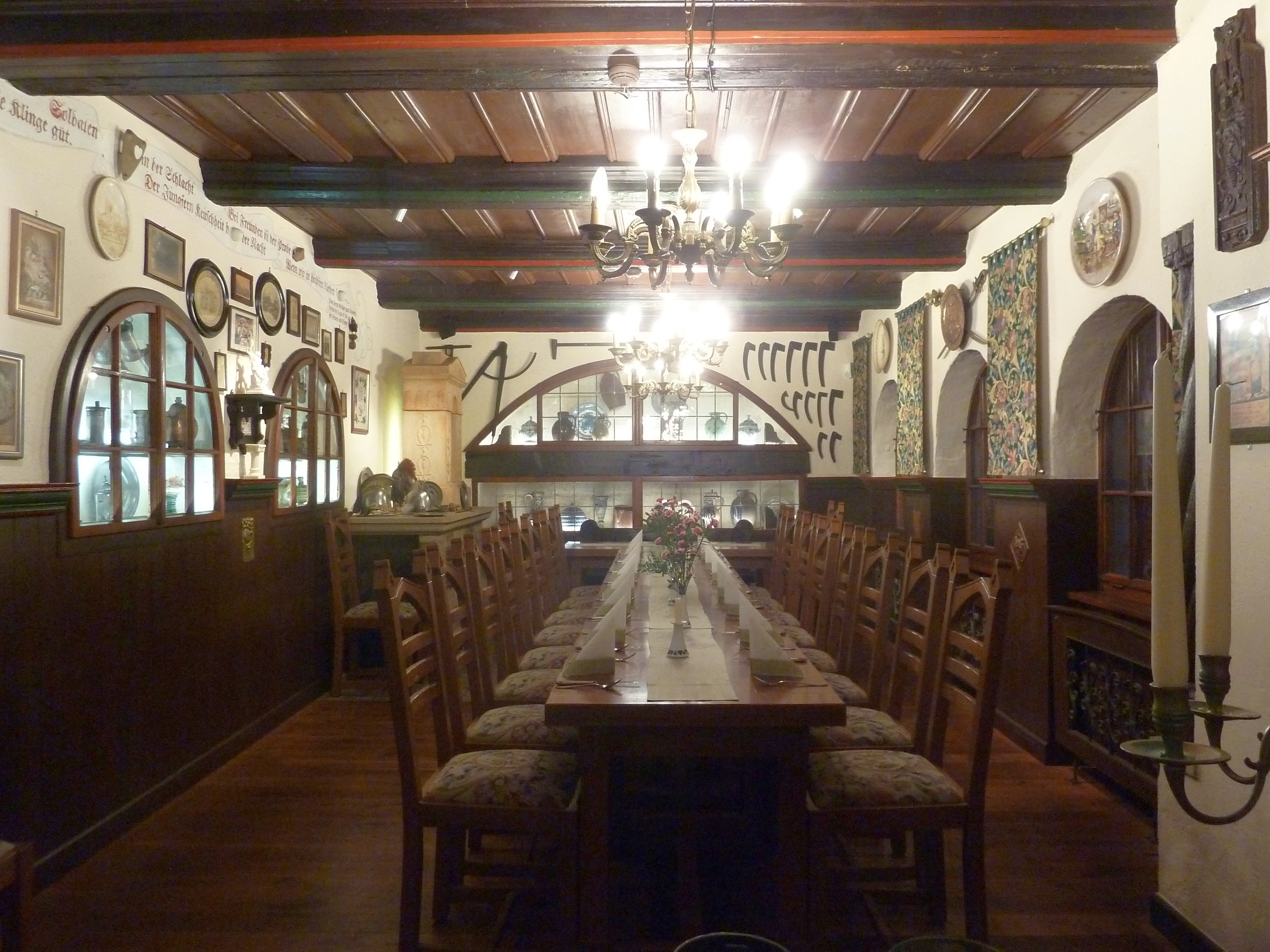
Weinstube 2021
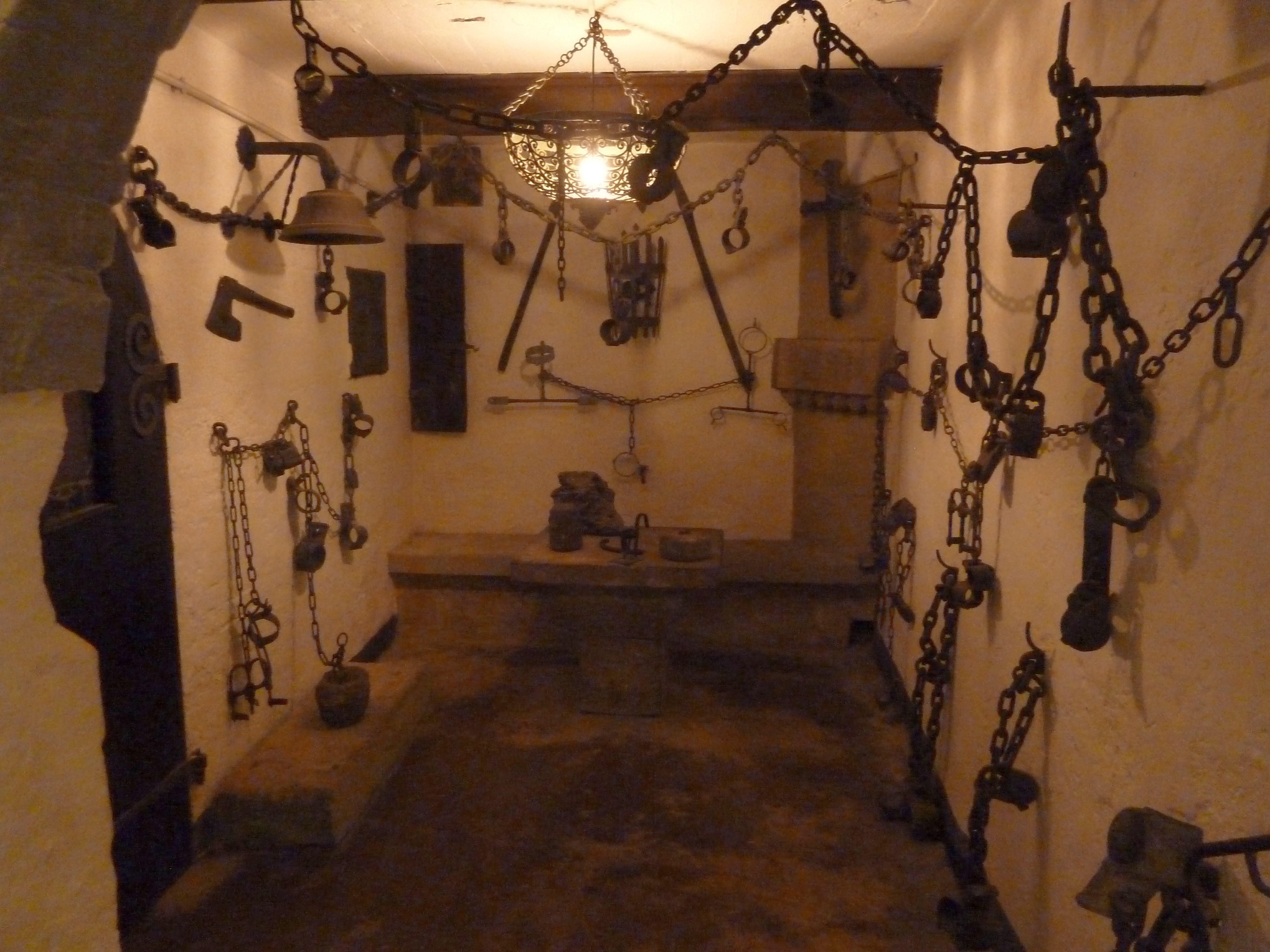
Keller mit zahlreichen Hand- und Fußeisen